# Winnetka Challenger 1998
Il Winnetka Challenger 1998 è stato un torneo di tennis facente parte della categoria ATP Challenger Series nell'ambito dell'ATP Challenger Series 1998. Il torneo si è giocato a Winnetka negli Stati Uniti dal 27 luglio al 2 agosto 1998 su campi in cemento.

## Vincitori

### Singolare
Geoff Grant ha battuto in finale  Diego Nargiso con il punteggio di 5–7, 6–3, 7–5

### Doppio
Grant Silcock /  Myles Wakefield hanno battuto in finale  Geoff Grant /  Mark Merklein con il punteggio di 1–6, 7–6, 7–6